# Turid Ström
Turid Ström, född 30 mars 1931 i Lillestrøm, död 27 mars 2009 i Kungsholms församling, Stockholm, var en norsk-svensk avdelningschef och politiker (socialdemokraterna). Gift med Torsten Eliasson som hon har barnen Jan och Nina med. Hon var sedan 1962 gift med Bengt Dennis.
Ström, som var dotter till stortingsman Arne Strøm och Dagmar Halvorsen, blev politices magister vid Stockholms högskola 1956. Hon var amanuens vid finansdepartementet 1956–1959, anställdes vid Kooperativa Förbundet (KF) 1959, var chef för KF:s avdelning för konsumentinformation 1960–1984 och för avdelningen för konsumentpolitik från 1984. Hon var ledamot av stads-/kommunfullmäktige i Stockholm från 1969, riksdagsledamot (ersättare för statsråd) 1974–1976 och gruppledare för socialdemokraterna i gatunämnden. Hon var styrelseledamot i Konsumentverket från 1972.